# Ryan Lord
Ryan Lord ist ein US-amerikanischer Schauspieler.

## Leben
Lord besuchte das Portland Community College. Er machte 2011 sein Filmdebüt in einer Nebenrolle des Spielfilms The End. Seit seinem 18. Lebensjahr leitet er Filmproduktionsfirmen. 2022 übernahm er eine der männlichen Hauptrollen als Evan im Tierhorrorfilm Birdemic 3: Sea Eagle. Lord bewarb sich schriftlich für die Hauptrolle und war bereit, auf sein Gehalt zu verzichten. Es folgte ein Essen am Santa Cruz Pier in San Francisco mit Regisseur James Nguyen, an dessen Ende er die Zusage für die Hauptrolle erhielt.

## Filmografie (Auswahl)
- 2011: The End
- 2022: Birdemic 3: Sea Eagle